# Capsigrany bru
El capsigrany bru (Lanius cristatus) és una espècie d'ocell de la família dels lànids (Laniidae) que habita boscos clars, matolls, sabanes i terres de conreu del centre i est de Sibèria fins a Kamtxatka i Sakhalín, Mongòlia i zones properes de la Xina, Corea i Japó. Les poblacions septentrionals arriben en hivern fins a Indonèsia i Filipines.
Des del 31 de desembre de 2014 i durant més de 100 dies se'n va observar un exemplar a Deltebre, Baix Ebre, constituint una raresa detectada per primer cop a la península Ibèrica. L'última observació es va registrar el 17 d'abril de 2015.